# Саримсакли
Саримсакли (тур. Sarımsaklı, је градић, туристичко место на западу Турске. Удаљен је од Београда 1120 км а од Истамбула 413 километара. Налази се на обали Егејског мора, а са супротне стране је грчко острво Лезбос. Саримсакли припада општини Ајвалик. Са Ајваликом се налази у заливу а око њега се налази око 30 острва.

## Туризам
Захваљујући туризму и улагањима у туризам Саримсакли са околином је постао значајна туристичка дестинација за многе туристе из Србије, Европе и саме Турске. У насељу постоји велики број апартмана за издавање и двадедестак хотела. Насеље садржи потребну инфраструктуру: пошта, пекаре, продавнице, тржни центар, посластичаре, продавнице текстила и остале робе, ресторани и барови... Недалеко од Саримсаклија налазе се : Измир 150 км,Троја 170 км, Ефес 250 км и Кушедаси 240 км. Саримсакли је од Ајвалика удаљен 5 километара. 

## Демографија
Према неким подацима  2020. године Саримсакли је имао око 7000 становника а лети га посети око 100.000 туриста.

## Маслине
У околини Ајвалика и Саримсаклија расте преко 2.000.000 стабала маслина тако да је значајна привредна грана узгој и прерада маслина. У самој оклини налази се неколико фабрика маслина. 

## Галерија
- Плажа у зору
- Излазак Сунца
- Поглед са плаже